# Cattle Queen of Montana
Cattle Queen of Montana is een Amerikaanse western uit 1954 onder regie van Allan Dwan. In Nederland werd de film destijds uitgebracht onder de titel De koningin van Montana.

## Verhaal
Sierra Nevada Jones en haar vader hebben een stuk land geërfd in Montana. Onderweg worden ze overvallen door ontsnapte indianen en door de landeigenaar Tom McCord. Daarbij komt haar vader om het leven. Sierra is gewond en wordt verpleegd door Colorados, de zoon van een indianenopperhoofd. Tom McCord geeft intussen de opdracht aan de huurling Farrell om haar te vermoorden.

## Rolverdeling
| Acteur           | Personage             |
| ---------------- | --------------------- |
| Barbara Stanwyck | Sierra Nevada Jones   |
| Ronald Reagan    | Farrell               |
| Gene Evans       | Tom McCord            |
| Lance Fuller     | Colorados             |
| Anthony Caruso   | Natchakoa             |
| Jack Elam        | Yost                  |
| Yvette Duguay    | Starfire              |
| Morris Ankrum    | J.I. Jones            |
| Chubby Johnson   | Nat Collins           |
| Myron Healey     | Hank                  |
| Rodd Redwing     | Powhani               |
| Paul Birch       | Kolonel Carrington    |
| Byron Foulger    | Klerk op het kadaster |
| Burt Mustin      | Dan                   |